# Affectivum
Affectivum – wyraz lub gramatyczna forma, która jest oparta na uczuciowym zabarwieniu poprzez zdrobnienie, spieszczenie danego wyrazu. Użyte w tym przypadku formy przymiotnika lub imiesłowa wyrażają stosunek emocjonalny do danego przedmiotu, np. interesujący, fascynujący lub okropny, odpychający. W innym przypadku wyrażana jest poprzez wykrzykniki, np. Och!, Ach!